# Форт-Діпозіт
Форт-Діпозіт (англ. Fort Deposit) — місто (англ. town) в США, в окрузі Лаундс штату Алабама. Населення — 1225 осіб (2020).

## Історія

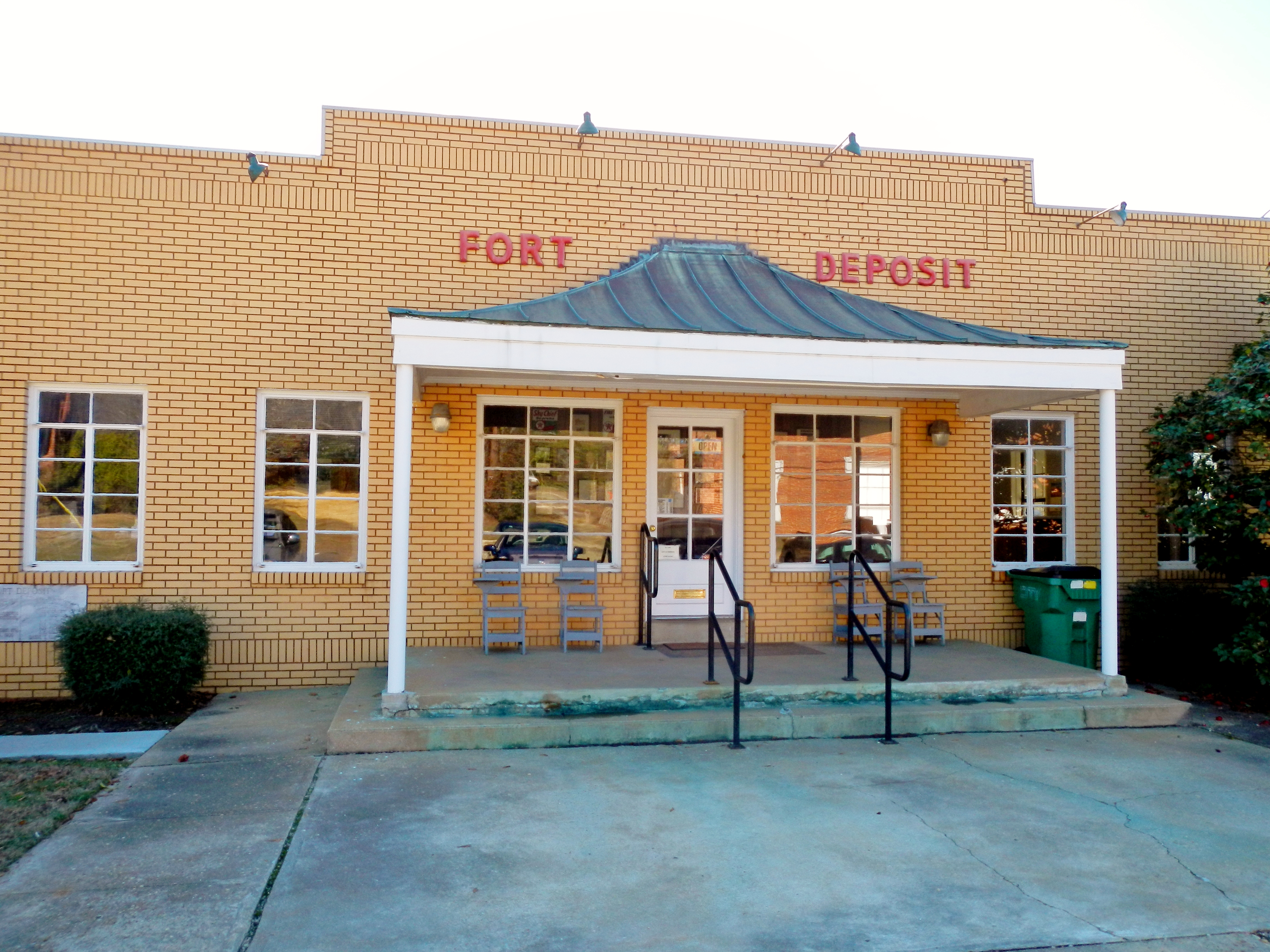
Мерія

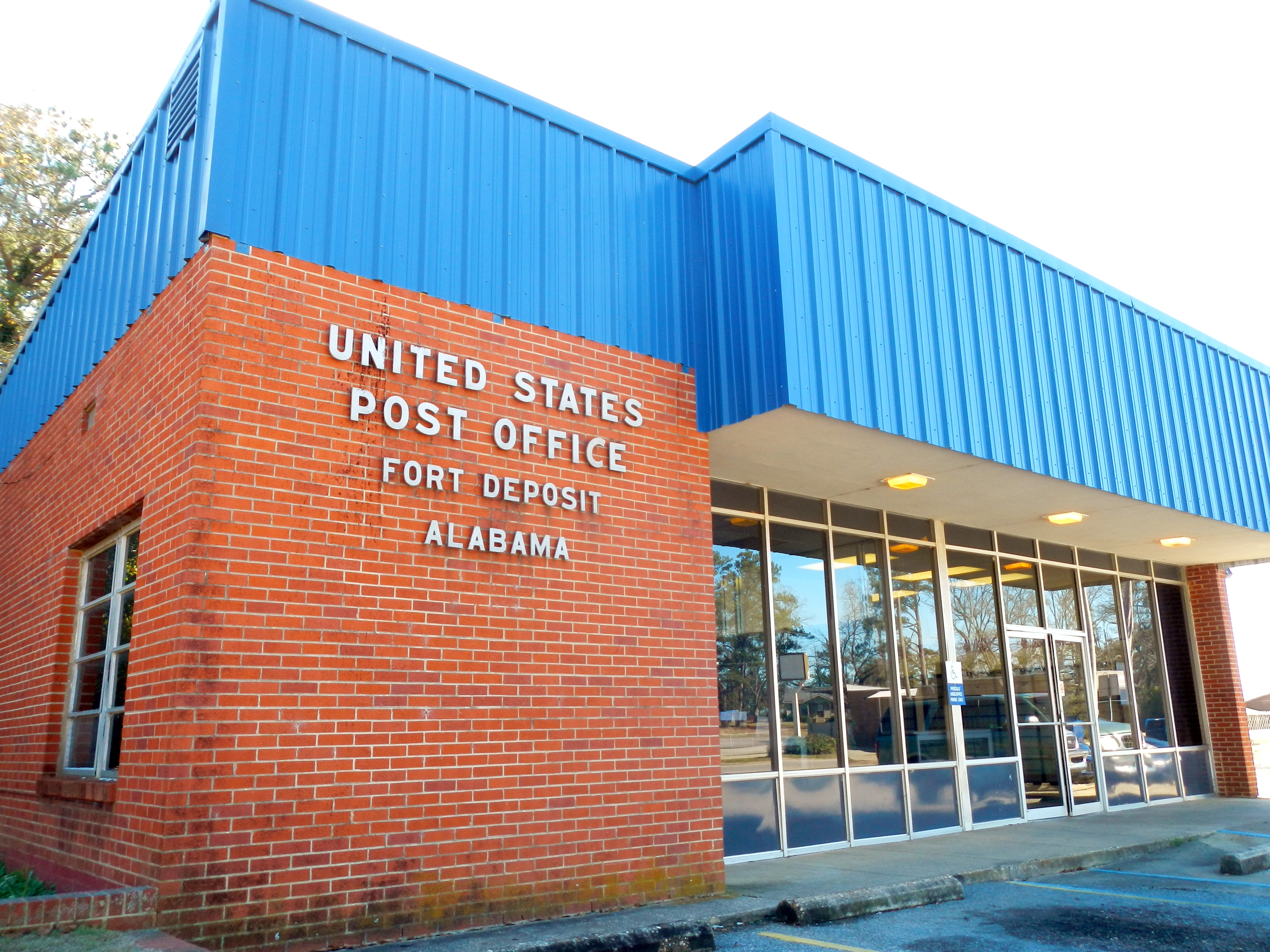
Поштове відділення

Форт депозит має багату історію, яка починається з 1813, коли генерал Клейборн, за наказом Ендрю Джексона створив тут форт.

## Географія
Форт-Діпозіт розташований за координатами 31°59′11″ пн. ш. 86°33′59″ зх. д. / 31.98639° пн. ш. 86.56639° зх. д. (31.986261, -86.566359).  За даними Бюро перепису населення США в 2010 році місто мало площу 14,66 км², уся площа — суходіл.

## Демографія

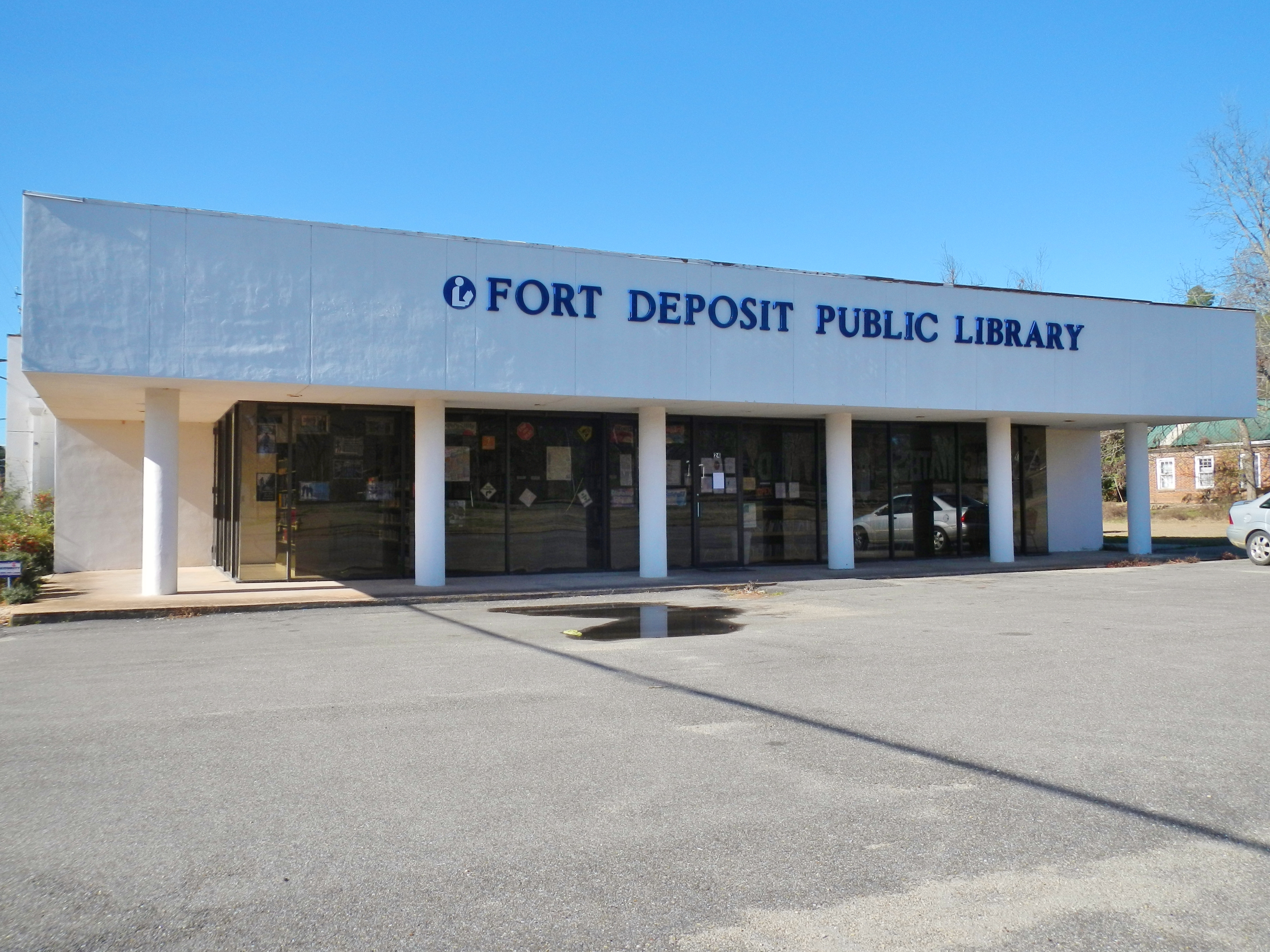
Публічна бібліотека

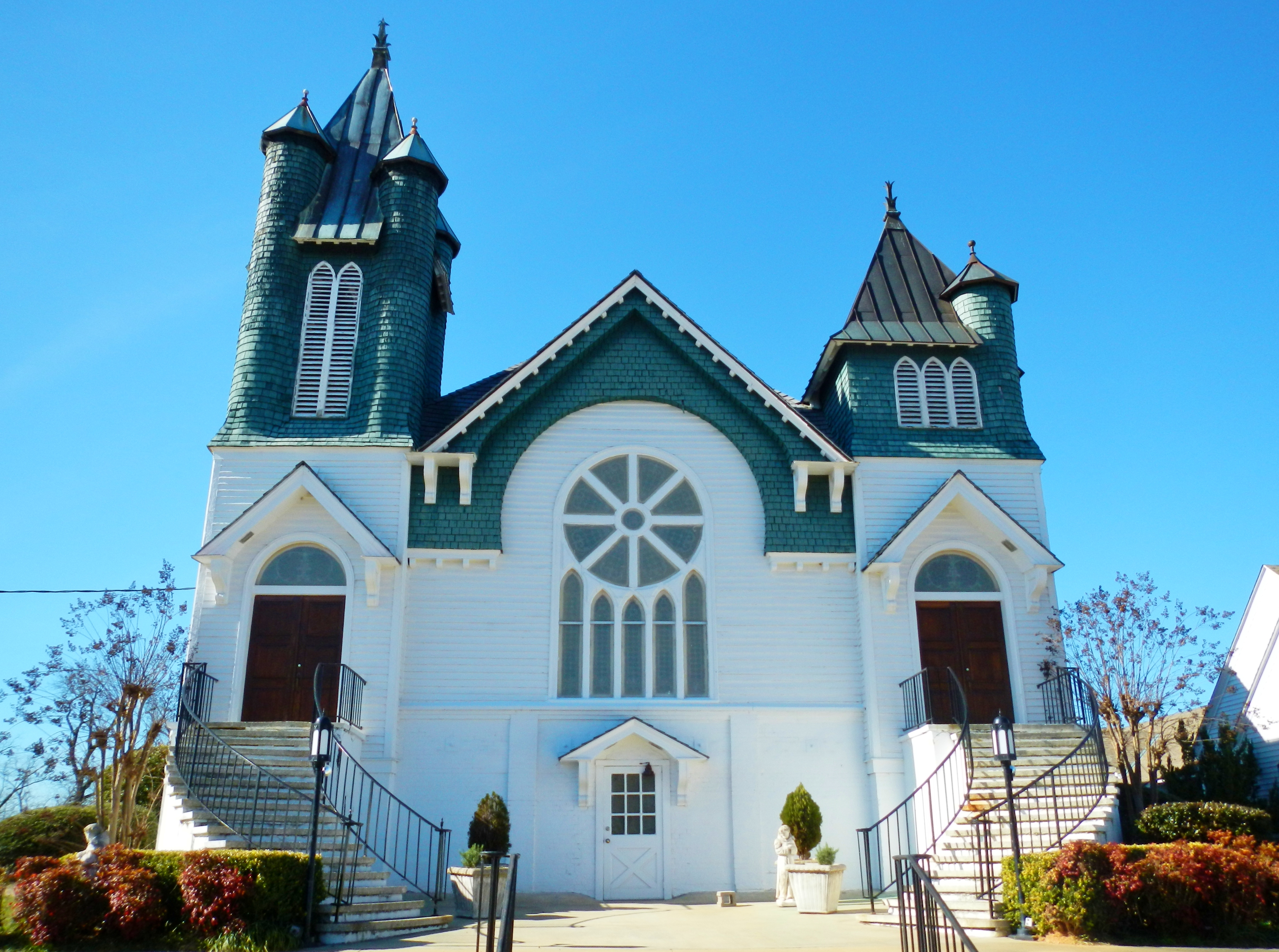
Методистська церква

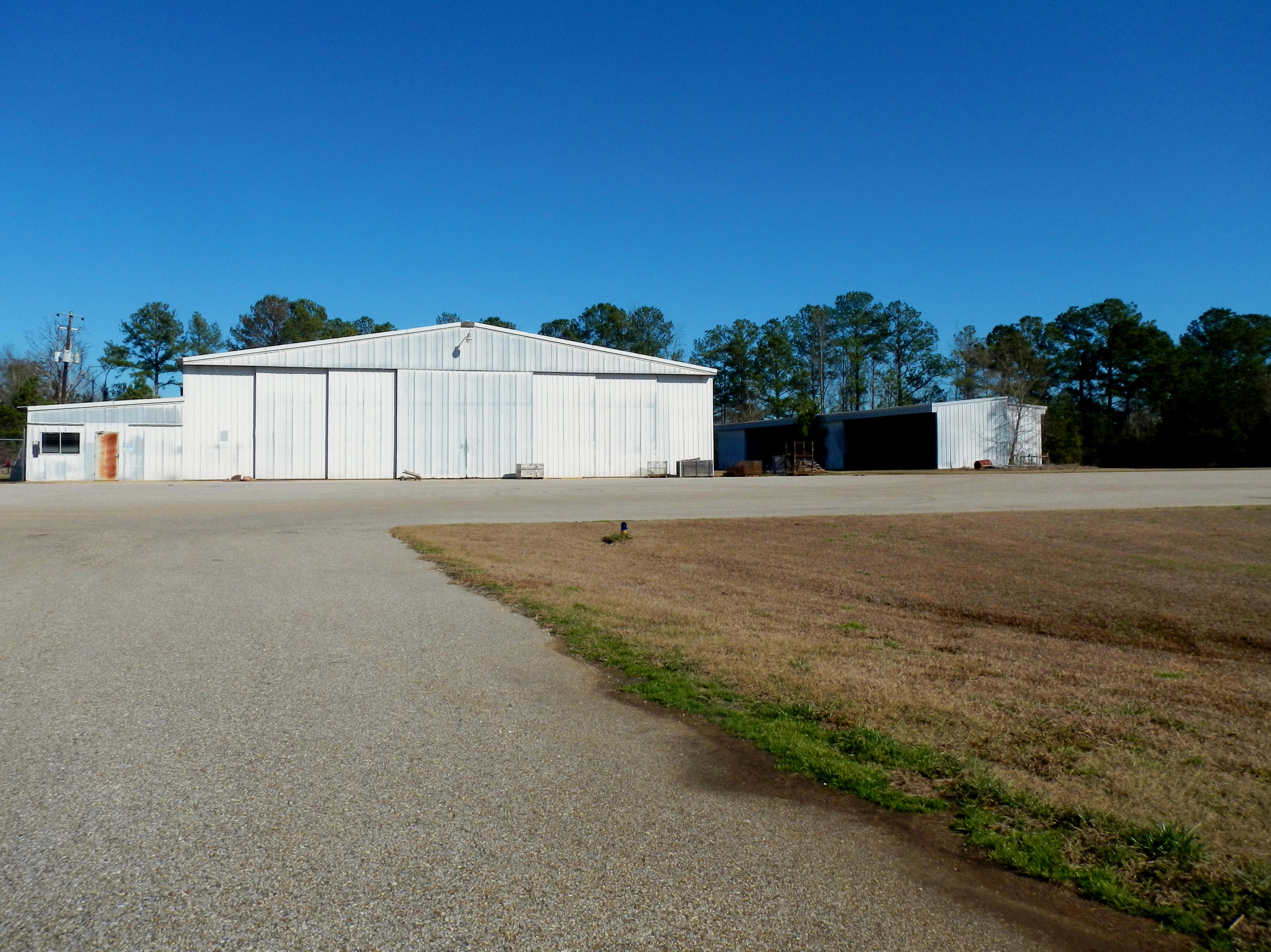
Аеропортр біля Форт-Діпозіта

Згідно з переписом 2010 року, у місті мешкали 1344 особи в 512 домогосподарствах у складі 348 родин. Густота населення становила 92 особи/км².  Було 592 помешкання (40/км²).
Расовий склад населення:
| - 75,5 % — чорних або афроамериканців - 23,7 % — білих - 0,1 % — корінних американців - 0,1 % — азіатів |

До двох чи більше рас належало 0,6 %. Частка іспаномовних становила 0,4 % від усіх жителів.
За віковим діапазоном населення розподілялося таким чином: 29,5 % — особи молодші 18 років, 58,3 % — особи у віці 18—64 років, 12,2 % — особи у віці 65 років та старші. Медіана віку мешканця становила 34,3 року. На 100 осіб жіночої статі у місті припадало 86,9 чоловіків;  на 100 жінок у віці від 18 років та старших — 77,0 чоловіків також старших 18 років.
Середній дохід на одне домашнє господарство  становив 36 643 долари США (медіана — 23 963), а середній дохід на одну сім'ю — 44 835 доларів (медіана — 40 057). За межею бідності перебувало 30,2 % осіб, у тому числі 37,7 % дітей у віці до 18 років та 16,6 % осіб у віці 65 років та старших.
Цивільне працевлаштоване населення становило 477 осіб. Основні галузі зайнятості: виробництво — 36,1 %, освіта, охорона здоров'я та соціальна допомога — 15,1 %, публічна адміністрація — 7,5 %, транспорт — 7,1 %.